# Valanga soror
Valanga soror är en insektsart som beskrevs av Sjöstedt 1936. Valanga soror ingår i släktet Valanga och familjen gräshoppor. Inga underarter finns listade i Catalogue of Life.